# L'Orient sauvage
Pour plus de détails, voir Fiche technique et Distribution.
L'Orient sauvage (Dikiï vostok, en cyrillique Дикий восток) est un film kazakh réalisé par Rachid Nougmanov, sorti en 1993. Il s'agit d'un remake des Sept Mercenaires.

## Synopsis
Les habitants d'un village kazakh souhaitent se défendre contre un gang de motards. Pour cela, ils embauchent des mercenaires.

## Fiche technique
- Titre : L'Orient sauvage[1]
- Titre original : Dikiy vostok
- Réalisation : Rachid Nougmanov
- Scénario : Rachid Nougmanov
- Musique : Aleksandr Aksyonov
- Photographie : Mourat Nougmanov
- Montage : Khadisha Urmurzina
- Décors : Rustem Abdrashitov et Baurzhan Aldekov
- Costumes : Lyudmila Trakhtenberg
- Production : Rachid Nougmanov et Mourat Nougmanov
- Société de production : Studio Kino
- Pays d'origine :  Kazakhstan
- Langue originale : russe
- Format : couleurs - 1,66:1 - 35 mm - mono
- Genre : action
- Durée : 98 minutes
- Dates de sortie :
  - Italie : 4 septembre 1993 (Mostra de Venise)
  - Japon : avril 1995
  - République tchèque : 2 juillet 1999 (Festival de Karlovy Vary)

## Distribution
- Aleksandr Aksyonov : Beatnik
- Farkhad Amankulov : Mongol
- Konstantin Fyodorov : Strannik
- Zhanna Isina : Marilyn
- Viacheslav Knizel : Skull
- Konstantin Shamshurin : Godfather
- Gennadi Shatunov : Iona
- Pavel Shpakovsky : Old Man
- Aleksandr Sporykhin : Ivan Taiga

## Autour du film
Ce film est en partie une libre adaptation du film japonais Les Sept Samouraïs d'Akira Kurosawa.